# Yumi, Yumi, Yumi
Yumi, Yumi, Yumi (hrv.: "Mi, Mi, Mi") je državna himna Republike Vanuatu. Glazbu i tekst himne skladao je François Vincent Ayssav.

## Stihovi na bislamu i engleskom

### Bislama
Refren:
Yumi, Yumi, Yumi i glat blong talem se,
Yumi, Yumi, Yumi i man blong Vanuatu!
God i givim ples ya long yumi,
Yumi glat tumas long hem,
Yumi strong mo yumi fri long hem,
Yumi brata evriwan!
Refren
Plante fasin blong bifo i stap,
Plante fasin blong tedei,
Be yumi i olsem wan nomo,
Hemia fasin blong yumi!
Refren
Yumi save plante wok i stap,
Long ol aelan blong yumi,
God i helpem yumi evriwan,
Hem i papa blong yumi.

### Engleski prijevod
Refren:

We, we, we are happy to proclaim

We, we, we are the people of Vanuatu
God has given us this land,

We have great cause for rejoicing

We are strong and we are free in this land

We are all brothers
Refren
There were many ways before

There are many ways today

But we are all one

Despite our many ways
Refren
We know there is plenty of work to be done
 
We work hard on our many islands

God helps us in our work

He is Our Father!